# Samčchok
Samčchok (korejsky 삼척시, Samčchŏk-si) je město v Jižní Koreji. Nachází se v severovýchodní části území, v provincii Kangwon. Město má dlouhou historii, za tří království se nazývalo Silčik-guk, je zmíněno v roce 102 v království Silla, v roce 757 za Sjednocené Silly bylo jméno změněno na dnešní Samčchok. Ve městě se nachází univerzitní kampus Kangwonské univerzity.